# خلف بن هذال
خلف بن هذال سمران الحافي الروقي العتيبي (3 يوليو 1943 -)، شاعر سعودي، يعد من أشهر الشعراء على المستوى الخليجي، ولُقّب بشاعر الوطن  وشاعر الخليج وشاعر الملوك. عرف بقصائده الحماسية أثناء معارك تحرير الكويت في حرب الخليج الثانية، ثم في قصائده الحولية في مهرجان الجنادرية وفي منى في موسم الحج. كرم على أعلى مستوى بمنحه وسام الملك عبد العزيز من الدرجة الأولى عام 2017.
ويتميز الشاعر بمقدرته الشعرية إضافة إلى تميزه في الإلقاء المنبري، يعرّف بـ «شاعر الوطن» اللقب الذي أطلقه عليه العاهل السعودي الملك عبد الله بن عبد العزيز، وتميز بحضوره المتألق في مهرجان الجنادرية الثقافي الذي تنظمه الحكومة السعودية وألقى أغلب قصائده أمام خادم الحرمين الشريفين الملك عبد الله بن عبد العزيز ومن قبله سلفه الملك فهد بن عبد العزيز، والملك خالد بن عبد العزيز.

## حياته وأسرته
خلف بن هذال بن سمران الحافي الروقي العتيبي المولود في 3 يوليو 1943م الموافق 1 رجب 1362هـ، في مسقط رأسه بلدة ساجر، توفي والده وهو في الثامنة من عمره عام 1951م، فنشأ طفلاً يتيم الأب. كان شاعراً وهو في العاشرة من العمر، وأول قصيدة كتبها كانت وهو في الثالثة عشرة من عمره. تزوج جهيمان العتيبي من أخت خلف.
ولخلف عدد من الأبناء أكبرهم هذال الذي يحمل الدكتوراه، ومتعب، وفيصل، ونايف، ومحمد وسمران ومرزوق. وله ثلاث من البنات. وأبناؤه الشعراء هم: هذال ومتعب وفيصل.

## عمله في بداياته
في عام 1380هـ، اتجه خلف للبحث عن عمل مناسب وهو ابن السابعة عشرة عاماً، فعمل في المنطقة الشرقية براتب 3 ريالات يومياً، وفور انتهاء عقد الشركة التي كان يعمل بها توجه إلى الكويت وعمل في بعض المهن.

### إقامته في الكويت
في أثناء إقامته في الكويت قام خلف وبتشجيع من بعض أصدقائه بغناء وتسجيل عدد من قصائده بألحانه، وكان الفنان سلامة العبد الله يتولى عزف العود. وعبّر الشاعر خلف بن هذال عن ندمه على غناء قصائده أشد الندم.

### التحاقه في الجيش الكويتي
بعد عامين من مشواره الفني انتقل خلف في عام 1381هـ إلى العمل في الجيش الكويتي، ثم استقال منه، وانخرط في العمل الحر سنة أخرى، إلا انه لم ينجح في عمله الحر مما تسبب في تراكم الديون عليه.

### رجوعه من الكويت
في عام 1384هـ غادر خلف الكويت متوجهاً إلى الشيخ تركي بن ربيعان العتيبي أمير الفوج التاسع في الحرس الوطني آنذاك، ومن حسن الحظ أن صادف اليوم التالي لوصول خلف إلى الشيخ تركي، حفل تخريج الدفعة الأولى في الحرس الوطني، والذي كان يرأسه الملك عبد الله بن عبد العزيز، الأمير في ذلك الحين، فطلب الشيخ تركي من خلف أن يعد قصيدة لإلقائها أمام الملك عبد الله في الحفل.

## لقاؤه الأول مع الملك عبد الله
في نهاية عام 1384هـ وفي حفل تخريج الدفعة الأولى من الحرس الوطني، وبوساطة من الشيخ تركي بن ربيعان، ألقى خلف قصيدته أمام الأمير عبد الله بن عبد العزيز، ومنها:
فأعجب الأمير عبد الله بقصيدة خلف، واستدعاه للحديث معه وشكره على قصيدته، وحينما سأله الملك عبد الله عن وظيفته أجابه خلف أنه غير موظف، فأمر الملك عبد الله بتعيينه برتبة (عريف سائق) بمعينه الخاصة.

### ابتعاثه إلى بريطانيا
في عام 1393هـ، وفي أثناء ملازمة خلف للأمير عبد الله، قرّرت رئاسة الحرس الوطني ابتعاث عدد من جنودها لبريطانيا لدراسة العلوم الحربية ورفع كفاءة افراد وضباط الحرس، بحيث يتم ترقية المرشحين الذين يجتازون الدورة في بريطانيا برتبة (ملازم أول) بعد عودتهم للسعودية، ومن سوء الحظ أن اسم خلف لم يكن بين الأسماء المرشحة لدورة الضباط في بريطانيا، مما حدا بخلف أن يلقي 10 أبيات بين يدي الأمير عبد الله بن عبد العزيز، كان آخر هذه الأبيات:
قل تــمّ.. وانا تمّ لي عشرة ابيات
ويكفـي قليلك يا بطل عن كثيـرك
فقال الأمير عبد الله بن عبد العزيز بعد سماعه الأبيات مباشرة: تم، اللي بغيت يا خلف؟ قال خلف: دورة المرشحين للضباط، فأمر الأمير عبد الله عبد العزيز بإلحاقه معهم.
غادر خلف السعودية في عام 1393هـ وعاد في آخر عام 1395هـ إلى السعودية، بعد أن أتم دراسته في الكلية الحربية البريطانية، وحصل على رتبة (ملازم أول) في الحرس الوطني أسوة بجميع زملائه المبتعثين الذين اجتازوا الدورة، ومنهم الأمير متعب بن عبد الله بن عبد العزيز، وقال خلف في غربته الكثير من القصائد أشهرها القصيدة التي يقول في مطلعها:

### عمله في الحرس الوطني
أحيل في مطلع عام 1432هـ إلى التقاعد وهو يحمل رتبة لواء.

## مرحلة حرب الخليج الثانية
واصل خلف اعتماده على نفسه حتى وصل بعد مرور 15 سنة على عودته من بريطانيا إلى رتبة (مقدم) وذلك في عام 1411هـ، حيث اندلعت حرب الخليج الثانية، والتي أذنت لخلف بالانطلاق لعالم الشهرة الواسع، ومن أبرز قصائده التي قالها في أيام حرب تحرير الكويت القصيدة التي مطلعها:
- وكتبت (مجلة المختلف) الكويتية بعد انتهاء حرب الخليج وتحرير الكويت إن أهم الأسلحة التي استخدمت في حرب تحرير الكويت لم تكن صواريخ توما هوك ولا كروز ولا طائرات الشبح، بل كان خلف بن هذال العتيبي. وبعد تطهير الخفجي من قبل الجيش السعودي وجنود التحالف ألقى خلف بن هذال قصيدة بطولية في الاحتفال الذي حضره ولي العهد حينها عبد الله بن عبد العزيز آل سعود قصيدة منها:

وبعد سنة من تحرير الكويت وجهت الحكومة الكويتية الدعوة للشاعر خلف بن هذال لتكريمه، وبعد لقائه مع القيادة الكويتية أقام خلف العتيبي أمسيته الشعرية الأولى من نوعها خارج السعودية، وألقى فيها العديد من القصائد الوطنية وخصوصا قصائد حرب الخليج الثانية، وألقى أيضاً قصيدة (زبنتي) التي قالها على لسان الملك فهد بن عبد العزيز آل سعود مخاطباً دولة الكويت وأميرها الشيخ جابر الأحمد الصباح، ويقول فيها:
- وأيضاً له القصيدة الشهيرة (رسالة إلى صدام) التي شن فيها هجوماً لاذعاً على الرئيس صدام حسين.

## قصائده والأغاني الشعبية
بدأ خلف بن هذال حياته كمغنٍ شعبي وله أغانٍ شعبية منها:
- أليف اولف للوليف إرساله..، وهي أغنية «ألفية»
- أيضاً أغنية مرني اربع بنات قلت يالله الثبات...

## قصائد مغناة
قام الكثير من الفنانين الخليجيين بإعادة غناء بعض أعماله، ومن قصائده المغناة:
| القصيدة                         | الفنان                                                                       | ملاحظات                                                       |
| ------------------------------- | ---------------------------------------------------------------------------- | ------------------------------------------------------------- |
| أوبريت (دولة ورجال)             | طلال مداح - محمد عبده - عبد المجيد عبد الله - سلامة العبد الله - راشد الماجد | أوبريت مهرجان الجنادرية (10) عام 1995م، ولحنه عبد الرب إدريس. |
| ليت دروبنا سمحه                 | راشد الماجد                                                                  |                                                               |
| يا حبيبي ترى القلب بعدك سرح     | علي عبد الستار                                                               |                                                               |
| القلب أهل الهوى عزّروا به        | علي عبد الستار                                                               |                                                               |
| يا نار شبي من ضلوعي حطبكي       | محمد البلوشي                                                                 | 1994.                                                         |
| جعل السحاب اللي معه برق ورعود   | محمد البلوشي                                                                 | 1995م.                                                        |
| سر الأحباب                      | محمد السليمان                                                                |                                                               |
| تكهربني                         | محمد السليمان                                                                |                                                               |
| صابني حبكم                      | محمد السليمان                                                                | [ 9 ]                                                         |
| أنا والليل خلان ورفاقه          | محمد السليمان                                                                |                                                               |
| أنا البارحة تهت في غبة العاشقين | محمد السليمان                                                                |                                                               |

## تجربته في المحاورة
له الكثير من المشاركات على مستوى فن المحاوات، وقد حاور من الشعراء الكثير منهم:
- رفيق دربه الشاعر سعد البقمي (المعنى)
- الشاعر أحمد الناصر الشايع
- الشاعر عبد العزيز الطوالة
- الشاعر صياف الحربي
- الشاعر محمد بن جرشان البقمي
- الشاعر فيصل الرياحي
- الشاعر مطلق الثبيتي
- الشاعرشليويح المطيري
- الشاعر حبيب العازمي

## تكريم واحتفاء
- في 13 إبريل 2017، كرّم الملك سلمان بن عبد العزيز الشاعر خلف بن هذال العتيبي، بتسليمه وسام الملك عبد العزيز من الدرجة الأولى.[10]
- خصصت مجلة الحرس ملفاً احتفائياً تاريخياً موسعاً عن الشاعر في عددها الصادر في يناير 2023، ورصد الملف تفاصيل حياته وأبرز المحطات في مسيرته على مدى نصف قرن، و"شارك في الملف عدد من أصحاب السمو الأمراء وأصحاب المعالي الوزراء، وعدد كبير من الأدباء والشعراء والفنانين والأكاديميين والإعلاميين، إضافة لبعض زملائه الذين رافقوه في مشواره العملي في الحرس الوطني".[11]
- منح جائزة التميز الإعلامي عن مسار «التكريم الخاص» عام 2023م.[12]